# Лестер Чарльз Кінг
Лестер Чарльз Кінг (1907–1989) був англійським геологом і геоморфологом, відомим своїми теоріями про відступ уступів. Він пропонував зовсім інший погляд на походження континентального ландшафту, ніж Вільям Морріс Девіс. Навчаючись в університеті Нової Зеландії, Кінг був учнем Чарльза Коттона, на якого сильно вплинув Девіс. Ідеї Кінга були спробою спростувати цикл ерозії Девіса, вони самі по собі мали циклічний характер. На його думку, вивітрювання фізичних факторів у посушливих районах спричиняє ерозії пагорбів, відкладенню вивітреного матеріалу (педиментів) та відкладення цього матеріалу на нижчих висотах, що сприяє формуванню педиплену. Він також був одним із ранніх прихильників дрейфу континентів, читаючи лекції з цього питання в низці університетів США під час туру в 1958 році.
Кінг був прихильником гіпотези розширення Землі.